# Pizza freestyle

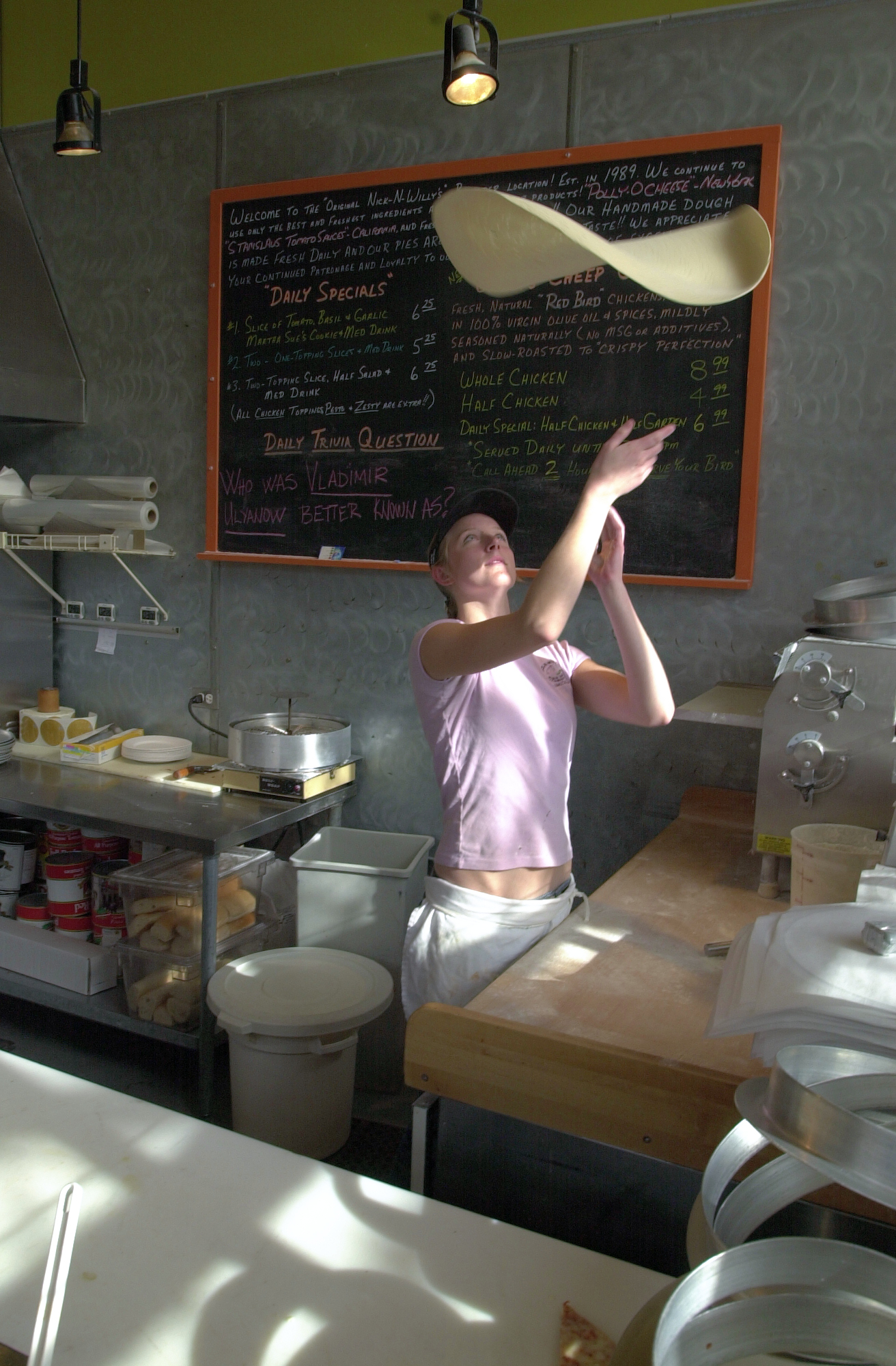
Házení těstem při přípravě pizzy

Pizza Freestyle (též pizza akrobacie) je soutěž, při které se hází s těstem na pizzu nebo s gumovým diskem, který má podobné vlastnosti jako pizza těsto. Tato tzv. pizza show se předvádí do rytmu hudby. Pizzař nechává pizza těsto lítat a točit se okolo něj, zatímco těsto za pomocí odstředivé síly zvětšuje svůj průměr.

## Soutěže
Jedna ze soutěží se pořádá například v italském městečku Salsomaggiore Terme, kterou pořádá italský časopis Pizzanew a každoročně se jí účastní na 400 pizzařů z celého světa. Soutěží týmy i jednotlivci a výkon posuzují rozhodčí. Posuzuje se originalita, celková prezentace, obtížnost triků, choreografie, množství variací triků, hladkost provedení a kontakt s diváky. Soutěžící má přibližně tři minuty na celkové představení.
Další soutěže pořádají tyto organizace: 
- Americký časopis o pizza businessu PMQ: Cena tzv. Amerického talíře (the Americas Plate) a Orlando pizza show.
- Asociace neapolských pizzařů (Campionato Internazionale del Pizzaiuolo Napoli)
- Accademia della Pizza Italiana (Deutsche Meisterschaft der Pizzaioli)

V České republice se podobná soutěž uskutečnila např. v roce 2009 v rámci gastronomického festivalu na výstavišti Černá louka v Ostravě.